# Немертві

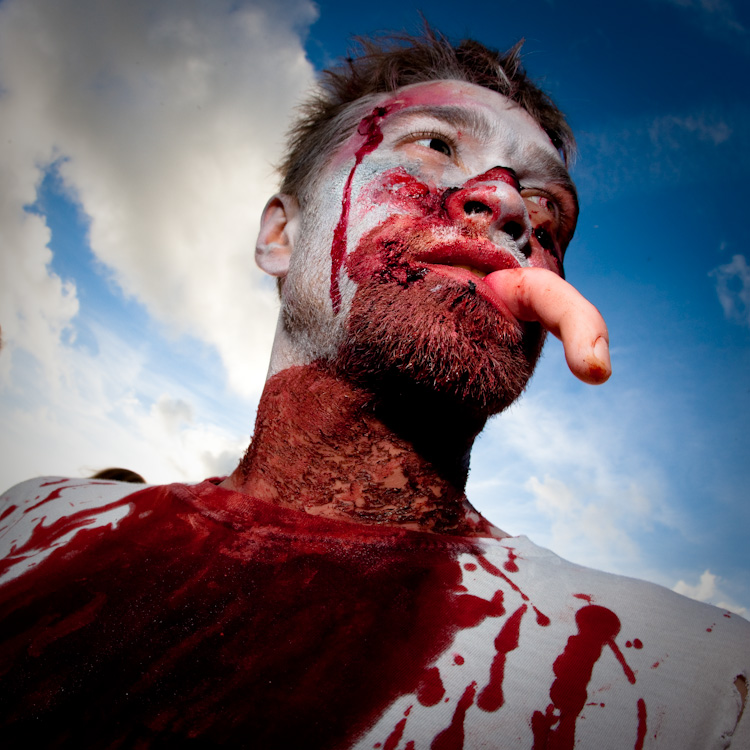
Косплей зомбі

Немертві, також невмерлі (англ. undead, дослівно «немертвий»), трапляється також запозичене з російської нежить — загальна назва вигаданих, міфологічних чи легендарних образів та істот, які вже померли, але поводяться, ніби ще живі. Нежить є у міфах різних народів світу, у багатьох літературних творах жанру фентезі, а також дуже поширена у відеоіграх.
Вперше слово «undead» вжив ірландський письменник Брем Стокер як назву для свого твору «Дракула» (1897). Стокер застосовував цей термін винятково для вампірів, однак теперішнє його значення набагато ширше.

## Етимологія

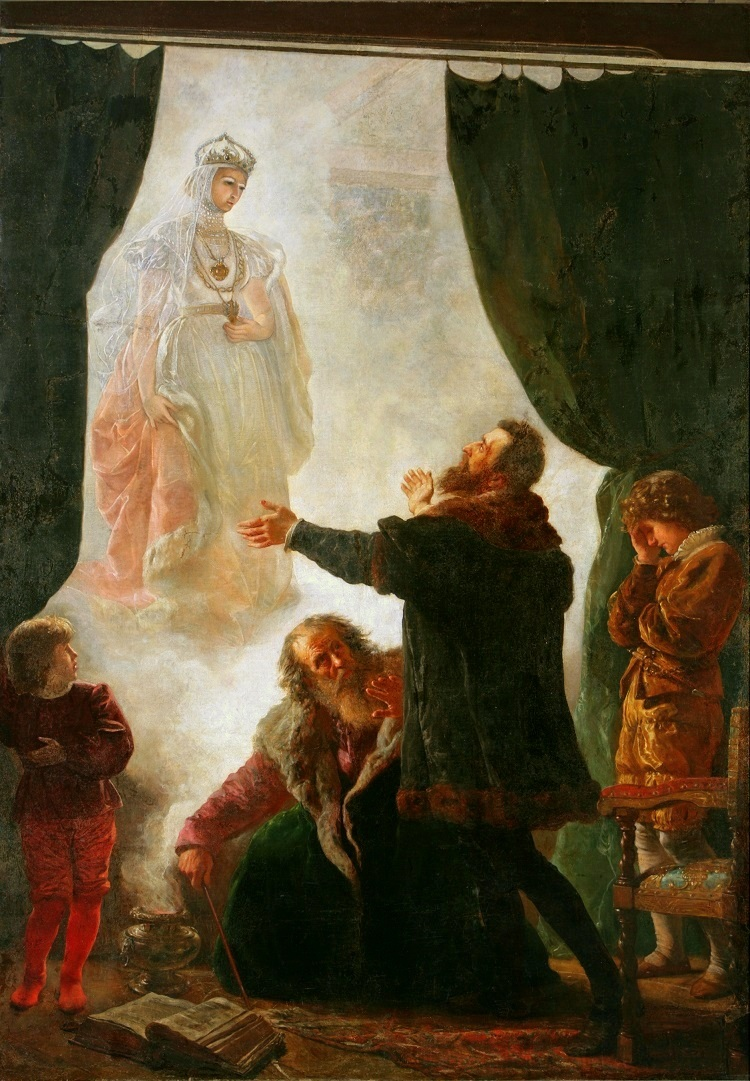
Привид Барбари Радзивіл — картина Войцеха Ґерсона: привид — поширена форма немертвих у фольклорі.

Слово немертві є калькою з англ. undead, утвореного за допомогою приставки un від dead («мертвий», «мертві»). У сучасній масовій культурі слово undead («немертві») позначає різноманітних істот, які фізично мертві, проте здатні рухатися, діяти, як живі, під впливом якоїсь надприродної сили або залишків свідомості/інстинктів. Вживане Бремом Стокером слово undead з префіксом un- підкреслює, що істота повернулася з мертвих і в певному сенсі досі жива.
У російській мові немертві відомі під збірною назвою нежить (слово жіночого роду). Володимир Даль визначав північноросійське нежить як «все, що не живе людиною, що живе без душі та тіла, але у вигляді людини: домовик, польовик, водяник, лісовик, русалка, кікімора та інші».. Мерці, що як духи або тілесно відвідують живих аби помститися, нагадати про неповагу до них, через неповноцінне життя, зв'язки із нечистою силою, чи котрі як покарання мусять лишатися в світі живих, в українському фольклорі об'єднуються загальною назвою-евфемізмом «мерці» (також «нечисті», заложні мерці), маючи при цьому назви і для окремих випадків (упир, вурдалак, відьма, потерчата).

## Форми немертвих
Фольклорну, міфічну та фентезійну нежить прийнято поділяти на матеріальну (зомбі, мумії, вампіри, лічі, скелети) та безтілесну (привиди). Серед них зустрічаються як ті, що походять з фольклору і міфів, так і вигадані письменниками. Наприклад, ліч і чудовисько Франкенштейна є авторськими вигадками.

### З плоті

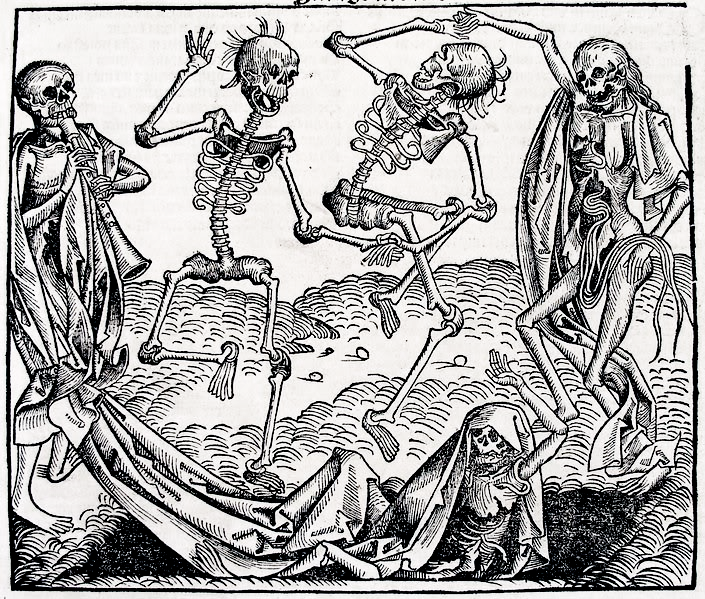
Танець скелетів на картині Міхаеля Вольгемута (1493)

- Драуґ — в скандинавській міфології мрець, який вночі лякає людей і п'є кров. Окрім того, володіє різними надприродними здатностями, як передбачати майбутнє, перетворюватися на тварин.
- Ветте — немертві в германській міфології
- Гуль — в арабському фольклорі потворні істоти, що можуть набувати вигляду красивих жінок. Харчуються падлом і людьми, яких приманюють оманливим виглядом.
- Мумія — забальзамовані чи висохлі мерці. У вигляді немертвих часто зустрічаються у фентезійних творах як істоти, що повстають з мертвих, коли хтось тривожить їхній спокій.
- Скелет — рухомі скелети є типовими представниками фентезійних неживих, які зазвичай підкорюється волі чаклуна, що підняв їх з мертвих.
- Зомбі — мерці, часто напіврозкладені, пробуджені чаклунством для виконання певної служби. Поширеним в масовій культурі є образ зомбі як результату хвороби (зазвичай вірусної), яка змушує людину діяти за тваринними інстинктами, або керує мертвим тілом.
- Упир — в європейському фольклорі мрець, який виходить з могили, щоб пити кров живих.
- Вампір — у фольклорі часто те саме, що й упир. В сучасній масовій культурі — істота, яка п'є кров за допомогою гострих довгих ікол і вирізняється довголіттям, нерідко надприродними можливостями. Поширеним є образ вампіра-аристократа.
- Ліч — рухомий скелет або висохле тіло, до якого чаклунством прив'язаний розум чаклуна, не даючи померти. Характерною особливістю є можливість відновити тіло за допомогою магічного предмета, де насправді міститься розум — філактерії.
- Лицар смерті — проклятий лицар або людина, яка свідомо служить злим силам в обмін на могутність і безсмертя.
- Нічниця — в українському фольклорі відьма, яка не мала дітей і після смерті шкодить малим дітям.
- Русалка — в слов'янській міфології дівчата-утоплениці, як правило, померлі на Зелені свята. Померлі нехрещені діти ставали потерчатами.

### Безтілесні

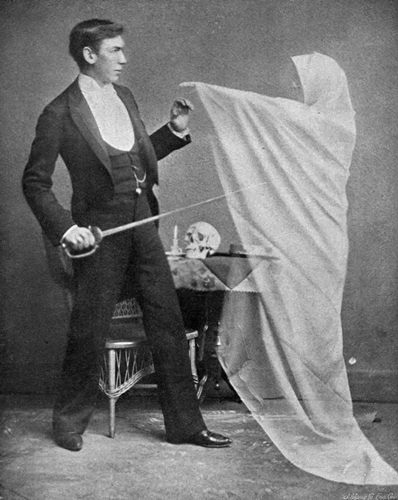
Привид (фотомонтаж, 1891)

- Привид (фотомонтаж, 1891)Привид — образ людини, як правило вже померлої. Часто розуміється як душа, яка не може потрапити в потойбічний світ через прокляття або незавершені за життя справи. Іншими назвами привидів є спектр, фантом, рейф.
- Фантом — також образ предмета, тварини. Як фізично зниклих раніше, так і в формі двійників.
- Полтергейст — неспокійний дух.
- Баньші — в ірландському фольклорі дух у вигляді жінки, який сповіщає про близьку смерть людини своїм стогоном.